# えりも黄金トンネル
えりも黄金トンネル（えりもおうごんトンネル）は、北海道幌泉郡えりも町の国道336号（黄金道路）上にある国道トンネル。全長は4,941 mで、北海道内の道路トンネルで最も長い。 

## 歴史
国道336号（黄金道路）の落石、土砂崩落、波浪、雪崩等の災害対策である「襟広防災」事業の一環として、北海道開発局室蘭開発建設部により、既設の宇遠別トンネル（3,215m）の途中から仮称：第2宇遠別トンネル（1,927m）を接続させる形で2006年に着工、掘削が進められてきた。
新トンネルの名称を「えりも黄金トンネル」と決定し、当初は2011年2月中旬の完成供用を予定していたが、2010年12月3日に海側の現道が高波により被災し通行止めとなったことから、12月5日から工事中のトンネルを緊急車両に限って通行可能とする措置を取り、その後、12月7日から10日にかけて、スクールバス、路線バス、自治体関係車両、地域住民車両と順次通行可能な対象車両を広げ、2011年1月17日より一般車両も片側交互通行で暫定供用させた。
2011年2月2日に完成供用。
それまで道内の道路トンネルで最長だった国道236号 （天馬街道）の野塚トンネル（4,232m）を抜き道内最長の道路トンネルとなった。

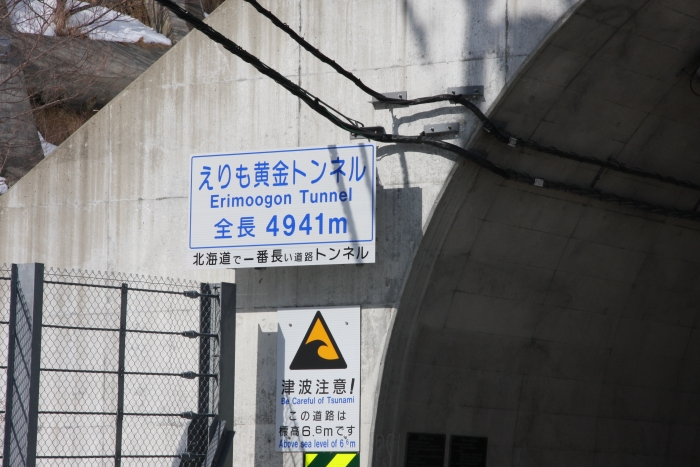
庶野側　全長4,941m
「北海道で一番長い道路トンネル」

2017年総務省の電波遮へい対策事業によりトンネル内において携帯電話が使用可能となった。